# Гонсало О'Фаррілл
Гонсало О'Фаррілл-і-Геррера (ісп. Gonzalo O'Farrill y Herrera; 1754–1831) — іспанський військовик і політик, голова уряду країни впродовж нетривалого періоду в березні 1808 року до моменту зречення престолу Карлом IV.

## Кар'єра
Народився на Кубі. Приїхавши до Іспанії отримав звання генерал-лейтенанта іспанської королівської армії, а також очолив Військовий коледж в Ель-Пуерто-де-Санта-Марія (Кадіс). Окрім того, О'Фаррілл був призначений на посаду повноваженого представника Іспанії при дворі прусського короля Фрідріха II. Коли король Карл IV у березні 1808 року виїхав до Байонни на зустріч з Наполеоном, О'Фаррілл став членом і головою Вищої спільної ради Іспанії.
Будучи міністром оборони, протягом 16 днів (3-19 березня 1808) між двома кабінетами Педро Севальйоса, виконував обов'язки державного секретаря. Також був міністром оборони за правління Хосе I. Після падіння французької влади в Іспанії О'Фаррілл був змушений виїхати до Франції, де й помер 1831 року.